# 喬爾托姆雷克河

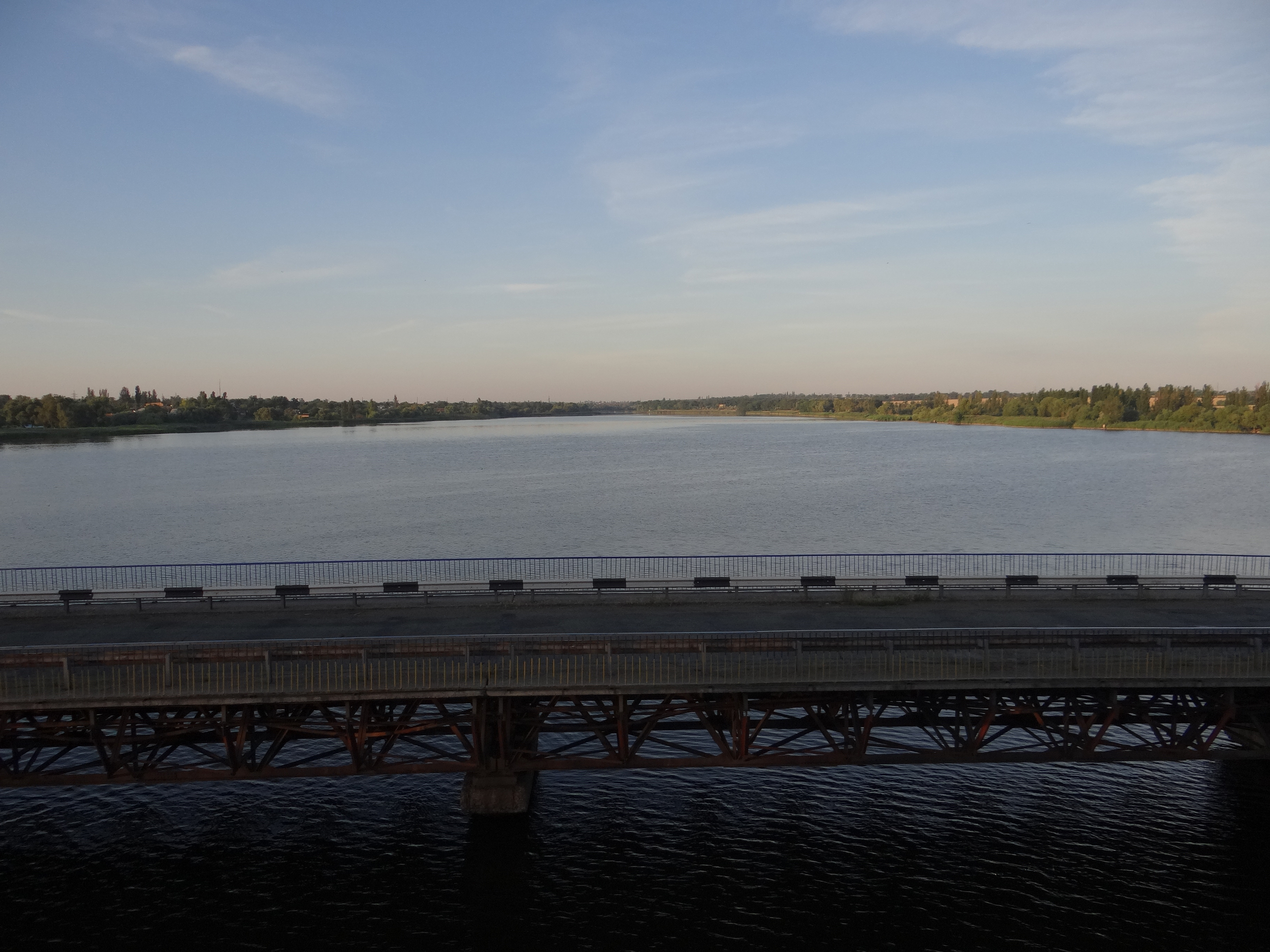

喬爾托姆雷克河（烏克蘭語：Чортомлик），是烏克蘭的河流，位於該國東部，屬於第聶伯河的支流，發源自維索凱東北面，流經第聶伯羅彼得羅夫斯克州，河道全長47公里，流域面積316平方公里。